# Медаль «Імтіяз»
Медаль Імтіяз (Медаль «За відзнаку», тур. İmtiyaz Madalyası) була заснована султаном Абдул-Гамідом II в 1882 році. Вручалася за військові і цивільні заслуги. Медаллю нагороджували також і іноземців. У роки Першої світової війни велика кількість німецьких військових було нагороджено цією медаллю. Медаль передавалася у спадщину.
Медаль була двох рівнів — золота (вища) і срібна.

## Опис медалі

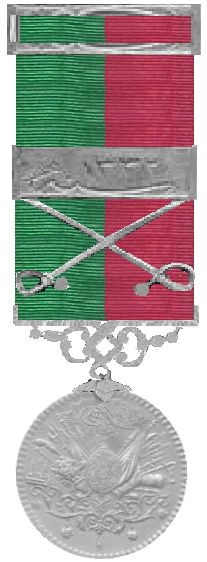
Срібна медаль Імтіяз, з пряжкою учасника Першої Світової війни

Медаль кругла, діаметр становить 37 мм. В залежності від ступеня, диск медалі може бути срібним чи золотим. На аверсі медалі зображено військовий герб Османської імперії зразка 1882 року. На реверсі медалі напис арабською «Медаль для тих, хто виявив виняткову вірність та хоробрість для Османської імперії», внизу розміщена вигнута прямокутна область, на якій могло бути вигравірувано ім'я одержувача, а також дата за хіджрою «1300» (1882 рік за європейським літочисленням), яка є роком заснування нагороди. Військові нагороджувалися медаллю з шаблями.
Медаль підвішується на стрічці зеленого та червоного кольорів, які поділяють стрічку поздовжньо навпіл.
На тих нагородах, що були отримані під час Першої світової війни були розміщені два схрещені мечі на пряжці з датою «1333» (1915 рік за європейським літочисленням), тож матеріалу, що і медаль.